# Antoniorrobles
Antonio Joaquín Robles Soler (Robledo de Chavela, 18 de agosto de 1895-San Lorenzo de El Escorial, 23 de enero de 1983), más conocido como Antoniorrobles, fue un escritor español, reconocido por su narrativa humorística y, sobre todo, por sus obras dirigidas al público infantil. 

## Biografía
Nació en Robledo de Chavela, hijo del médico rural Félix Robles, pero se trasladó pronto con su familia a San Lorenzo de El Escorial. Su primera colaboración periodística fue en 1918, para el diario madrileño La Tribuna, al que más tarde enviaría una serie de crónicas de su primer viaje a Italia, tituladas "Postales en color" (1920-21). Viajó después a Marruecos, y escribió también las crónicas de este viaje para el periódico La Correspondencia de España, con el título de "Humo de kif".
En 1923 comenzó a colaborar con la revista Buen Humor, para la que escribían también, entre otros muchos, Ramón Gómez de la Serna, Manuel Abril, Enrique Jardiel Poncela, Juan Pérez Zúñiga y Eduardo Zamacois. También en 1923 publica Tres (Novela de pueblo), y, al año siguiente, El archipiélago de la muñequería (1924), con prólogo de Ramón Gómez de la Serna. En 1925 publica sus primeros cuentos para niños en la revista Pinocho de la editorial Calleja, dirigida por Salvador Bartolozzi. Dos años después, sin embargo, pasa a colaborar con la editorial Rivadeneyra, competidora de Calleja.
Colabora con varias publicaciones, como Gutiérrez, semanario humorístico, y Macaco, revista infantil que dirigía "K-Hito" (Ricardo García López). En Gutiérrez empieza a utilizar el pseudónimo "Antoniorrobles". 
En 1930 funda la revista infantil El perro, el ratón y el gato (1930-31), en la que colaboraron autores e ilustradores como Elena Fortún, Manuel Abril, Aristo Téllez y Ramón Gaya. Colaboró también con la revista Crónica y con Gente Menuda, suplemento infantil de Blanco y Negro, al tiempo que publicaba libros de cuentos como 26 cuentos infantiles en orden alfabético (1930), 8 cuentos de los juguetes vivos (1931) y 8 cuentos de las cosas de Navidad (1931).
Durante la primera mitad de la década de 1930 continuó escribiendo tanto libros infantiles como novelas destinadas a un público adulto. Entre los primeros, destaca Hermanos monigotes (1935), y entre los segundos, Torerito soberbio (1932).
En la guerra civil, Antoniorrobles apoyó inequívocamente la causa de la República, publicando varias colecciones de cuentos de intención propagandística, entre ellos varias versiones de cuentos clásicos infantiles adaptados al momento contemporáneo. Tras la derrota de la República, el autor y su esposa marcharon a México, pasando por Francia. 
En México, obtuvo la cátedra de Literatura Infantil en la Escuela Nacional de Maestros, y entabló relación con numerosos intelectuales y artistas. En el país azteca publicó numerosos libros, además de realizar una notable labor en la radio, relatando sus propias historias ante el micrófono. 
Para el público adulto, publicó en 1944 El refugiado Centauro Flores, donde ofrece, mediante un personaje fantástico, una aguda visión de la guerra civil española y el posterior exilio. Escribió también ensayos sobre literatura infantil destinados a maestros, como ¿Se comió el lobo a Caperucita? (1942). En su producción infantil destacan 8 estrellas y 8 Cenzontles (1954) y Rompetacones y cien cuentos más (1962).
Retornó a España en 1972, y siguió publicando libros infantiles: Un poeta con dos ruedas (1973), Las tareas del ángel Gurriato (1974), al tiempo que empezaban a reeditarse algunos de sus libros anteriores a la guerra civil, como Hermanos monigotes.
En su pueblo natal (Robledo de Chavela), en su honor, hay una biblioteca bautizada con su nombre. En San Lorenzo de El Escorial, un colegio público lleva su nombre.

## Obras destacadas

### Libros para lectores adultos
- 1922 - La garra de lo humano
- 1923 - Tres (Novela de pueblo)
- 1924 - El archipiélago de la muñequería (Novela en colores)
- 1927 - El muerto, su adulterio y la ironía (Novela de incertidumbre)
- 1929 - Novia, partido por dos (Novela de humor)
- 1932 - Torerito soberbio
- 1933 - El muerto y su adulterio
- 1942 - ¿Se comió el lobo a Caperucita?; Seis conferencias para mayores con temas de literatura infantil (ensayo)
- 1942 - De literatura infantil. Dos conferencias. Ensayos de teatro infantil. La infantilización de las Leyendas Aborígenes. (ensayo)
- 1944 - El refugiado Centauro Flores. Novela al día
- 1961 - La fauna se columpia
- 1969 - El violín de Don Matías
- 1973 - Yo (Notas de vanidad ingenua) (memorias)
- 1981 - Los escalones de una vida (Autobiografía)

### Libros infantiles
- 1930 - 26 cuentos infantiles en orden alfabético
- 1930 - 8 cuentos de niñas y muñecas
- 1931 - 8 Cuentos de las cosas de Navidad
- 1931 - Cuentos de los juguetes vivos
- 1935 - Hermanos monigotes (Visión alegre, amable y simple de las cosas de la vida)
- 1935 - Botón Rompetacones o la doble vuelta al mundo (novela para chicos)
- 1936 - Rompetacones y Azulita. 8 cuentos infantiles de la A a la H
- 1939 - Aleluyas de Rompetacones (100 cuentos y una novela).
- 1942 - Un gorrión en la guerra de las fieras
- 1954 - 8 estrellas y 8 cenzontles (Novela de sueños infantiles)
- 1960 - La bruja doña Paz
- 1962 - Rompetacones y 100 cuentos más (Relatos de 10 minutos para el colegio y la radio)
- 1964 - La bruja doña Paz
- 1974 - Las tareas del ángel Gurriato
- 1983 - El último dragón y la sombrerería
- 1985 - El señor que se comió un mundo
- 2009 - 26 Cuentos infantiles en orden alfabético. I (Ediciones de la Torre, Madrid)
- 2009 - 26 Cuentos infantiles en orden alfabético. II (Ediciones de la Torre, Madrid)
- 2009 - 26 Cuentos infantiles en orden alfabético. III (Ediciones de la Torre, Madrid)